# Pararoncus japonicus
Espèce
Synonymes
- Obisium japonicum Ellingsen, 1907

Pararoncus japonicus est une espèce de pseudoscorpions de la famille des Syarinidae.

## Distribution
Cette espèce se rencontre au Japon et en Corée du Sud.

## Systématique et taxinomie
Cette espèce a été décrite sous le protonyme Obisium japonicum par Ellingsen en 1907. Elle est placée dans le genre Roncus par Kishida en 1929 puis dans le genre Pararoncus par Ćurčić en 1979.

## Publication originale
- Ellingsen, 1907 : On some pseudoscorpions from Japan collected by Hans Sauter. Nytt Magasin for Naturvidenskapene, vol. 45, p. 1-17.